# William Gagliardi
William Gagliardi (alias Billy Gags, * 1947 in Staten Island, New York City) ist ein US-amerikanischer Jazz-Saxophonist (Alt-, Tenor- und Sopransaxophon).

## Leben und Wirken
Gagliardi arbeitete seit den 1960er Jahren als Musiker, meist aber außerhalb des Jazz als Studiomusiker. Erst mit 54 Jahren hatte er für das Avantgarde-Label CIMP Gelegenheit, unter eigenem Namen aufzunehmen; Anfang 2001 entstand das Album Music Is the Meditation. Gagliardi arbeitet seit Anfang der 2000er Jahre mit dem Trompeter John Carlson, den Bassisten David Hofstra und Dominic Duval, dem Gitarristen Ken Wessel und dem Schlagzeuger Lou Grassi in verschiedenen Formationen zusammen. Gegenwärtig spielt er mit dem Kenbillou ESA Trio mit Ken Filiano und Lou Grassi. Im Juni 2009 trat er mit seinem Gagliardi 5tet auf dem Jazzfest Villach auf.
Nach dem Urteil der Kritiker Richard Cook und Brian Morton spielt Gagliardi mit seinem vollen, knurrenden Ton in der Post-Coltrane-Tradition.

## Diskographische Hinweise
- Music Is the Meditation (CIMP) mit Ken Wessel, Dave Hofstra Lou Grassi
- NHLAHLA(CIMP, 2003) Gagliardi/John Carlson/Ken Wessel/Dave Hofstra/Lou Grassi
- Here and Now (CIMP, 2003) dto
- Memories of Tomorrow (CIMP, 2005) Gagliardi, John Carlson, Ken Wessel, Dave Hofstra, Lou Grassi
- Younger Dryas (CIMP, 2005) Gagliardi, John Carlson, Ken Wessel, Dave Hofstra, Lou Grassi
- Kenbillou ESA Trio (CIMP, 2007)